# 王光中
王光中（1921年5月—2018年2月24日），原名胡光耀，男，汉族，江苏沛县人，中华人民共和国政治人物。

## 生平
王光中是江苏省沛县王店乡郭靛池村人。早年参加学生运动。1938年，任中共丰铜边中心区委书记。1940年，任中共砀山县县委书记。1943年，任丰鱼县县委书记。1946年，任中共济宁市委宣传部长。1948年，任中共周口地委委员兼项城县委书记。1951年，任中共信阳地委书记。1954年，任国家计划委员会机械局副局长，1956年升任局长。1960年任中共中央东北局计委副主任。1977年任辽宁省计委主任。1980年当选为辽宁省副省长。1982年任代理省长。1988年，任辽宁省人大常委会主任。
2018年2月24日19时49分在沈阳逝世，享年97岁。